# Олдрич (город, Миннесота)
Олдрич (англ. Aldrich) — город в округе Уодина, штат Миннесота, США. На площади 1,2 км² (1,2 км² — суша, водоёмов нет), согласно переписи 2002 года, проживают 53 человека. Плотность населения составляет 43,1 чел./км².
- Телефонный код города — 218
- Почтовый индекс — 56434
- FIPS-код города — 27-00892[1]
- GNIS-идентификатор — 0639265[2]